# Șvaciîha, Barîșivka
Șvaciîha (în ucraineană Швачиха) este un sat în așezarea urbană Barîșivka din regiunea Kiev, Ucraina.

## Demografie
Componența lingvistică a localității Șvaciîha
     Ucraineană (94,44%)
     Rusă (5,56%)
Conform recensământului din 2001, majoritatea populației localității Șvaciîha era vorbitoare de ucraineană (94,44%), existând în minoritate și vorbitori de rusă (5,56%).